# 1657 год в науке
В 1657 году произошли различные научные и технологические события, некоторые из которых представлены ниже. 

## Публикации
- Христиан Гюйгенс опубликовал трактат «О расчётах в азартных играх» (лат. De ratiociniis in ludo aleae), первую книгу по новой науке — теории вероятностей[1].

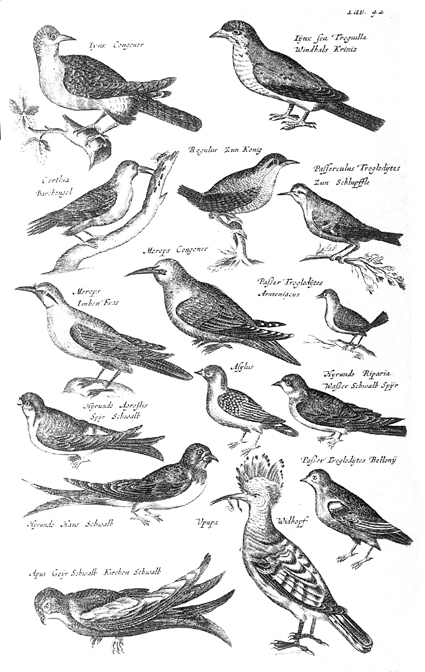
Иллюстрация из VI тома книги Йонстона

- Ян Йонстон опубликовал шестой том своей знаменитой энциклопедии «Всеобщее обозрение естественной истории» (лат. Theatrum universale historiae naturalis), посвящённый птицам[2].
- Каспар Шотт впервые описал опыт с «магдебургскими полушариями» в своей книге «Mechanica Hydraulico-Pneumatica»[3].
- Уильям Отред издал сразу три сочинения:
  - «Решение сферических треугольников» (Solution of all spherical triangles), Оксфорд, 1657,
  - «Тригонометрия», Лондон, 1657,
  - Таблицы к «Тригонометрии» (Canones sinuum, tangentium), Лондон, 1657.

## События
- Христиан Гюйгенс оформил патент на свою конструкцию часов с маятником, которые давали невиданную ранее точность[4].
- Во Флоренции открылась научная Академия дель Чименто. В числе её первых членов были ученики Галилея — физик Винченцо Вивиани, учёный-универсал Джованни Альфонсо Борелли, математик и физик Эванджелиста Торричелли и другие крупнейшие итальянские учёные[5].
- Пьер Ферма в одном из писем сформулировал принцип наименьшего времени Ферма, который служит основой для геометрической оптики (опубликован в 1662 году)[6].
- Французский математик Бернар Френикль де Бесси в трактате «Решение двух проблем, связанных с кубическими и квадратными числами» (лат. Solutio duorum problematum circa numeros cubos & quadratos) впервые упомянул последовательность, впоследствии получившую название «числа такси»[7].
- Лондонский учитель математики Сет Патридж независимо повторил изобретение Роберта Биссакара 1654 года — разработал внутренний бегунок логарифмической линейки[8].

## Родились
См. также: Категория:Родившиеся в 1657 году
- 11 февраля — Бернар де Фонтенель, французский популяризатор науки (умер в 1757 году).
- 24 февраля — Клоптон Гаверс, английский врач, положивший начало изучению микростроения костей (умер в 1702 году).
- 26 ноября — Уильям Дерем, английский физик, первым измеривший скорость звука (умер в 1735 году).

## Скончались
См. также: Категория:Умершие в 1657 году
- 3 марта — Иоганн Баптист Цизат, швейцарский астроном, математик и архитектор (род. в 1585 году).
- 3 июня — Уильям Гарвей, английский врач, открывший принципы кровообращения (род. в 1578 году).
- 23 сентября — Иоахим Юнг, немецкий математик, философ науки и логик (род. в 1587 году).
- 22 октября — Кассиано Даль Поццо, итальянский учёный и меценат (род. в 1588 году)